# Hämangioblast
Hämangioblasten sind angenommene gemeinsame Vorläuferzellen von Endothelzellen und Blutzellen. Sie sind demnach multipotente Stammzellen. Im Verlauf der weiteren Differenzierung gehen aus den Hämangioblasten zunächst entweder endotheliale Vorläuferzellen oder Blutzellen hervor, möglicherweise auch hämatopoetische Stammzellen. Letztere sind der Ausgangspunkt der Blutzellbildung (Hämatopoese).
Hämangioblasten wurden ursprünglich in der Embryonalentwicklung beschrieben, wo sie sich aus dem Mesoderm entwickeln und im Dottersack vorkommen. Das gegenwärtige Modell zur embryonalen Blutzellbildung geht davon aus, dass sie hier auch tatsächlich existieren. Dagegen entwickeln sich Blutstammzellen in der AGM-Region des Embryos nicht aus Hämangioblasten, sondern aus speziellen Endothelzellen (hemogenic endothelial cells), die die Aorta auskleiden.
Gestützt wird die Annahme von Hämangioblasten durch Experimente an embryonalen Stammzellen, bei deren Differenzierung Vorläuferzellen gefunden wurden, die sowohl hämatopoetisches als auch endotheliales Entwicklungspotential hatten. Aus diesen BL-CFC (blast colony forming cell) genannten Zellen konnten außerdem Gefäß-glatte-Muskelzellen erzeugt werden.
Es gibt Hinweise darauf, dass Hämangioblasten auch in erwachsenen Individuen vorkommen.
Die Existenz von Hämangioblasten wurde erstmals 1874 von Louis-Antoine Ranvier vorgeschlagen.
Hämangioblasten sind nicht die betroffenen Zellen bei einem Hämangioblastom, einem Tumor, bei dem ausdifferenzierte Zellen anfangen zu wuchern.